# Living Darfur
Living Darfur ist ein beim Plattenlabel EMI Music erschienenes Lied der britischen Band Mattafix aus dem Jahr 2007, das im Rahmen der gleichnamigen Kampagne des globalen Netzwerks „Save Darfur“ – einer Gruppe von über 180 Nichtregierungsorganisationen – entstand. Das Lied ist die erste Singleauskoppelung aus dem zweiten Mattafix-Album Rhythms & Hymns, welches am 12. November desselben Jahres erschien.

## Hintergrund
Die physische Single zum Lied erschien im deutschsprachigen Raum am 19. Oktober 2007. In Großbritannien wurde sie bereits am 16. September 2007, dem „Internationalen Tag für Darfur“, erstveröffentlicht und fungiert seither als „Hymne“ der internationalen Hilfskampagne für Darfur. Auf der Maxi-CD ist des Weiteren das entsprechende Musikvideo und ein Remix des Liedes zu finden.
Gesponsert wurde der Dreh des Musikvideos u. a. von Mick Jagger. Sämtliche Erträge aus dem Verkauf der Single gehen an die Hilfsorganisationen Oxfam und Crisis Action sowie an das internationale „Save Darfur“-Netzwerk.
Im Intro des Videos tritt Matt Damon auf, der Schilder mit den Worten Stop The Killing – Ceasefire Now (Stoppt das Töten – Waffenstillstand jetzt) hochhält. Eine weitere Introversionen wurde mit dem anglikanischen Erzbischof und Friedensnobelpreisträger Desmond Tutu (Stop The Conflict – Ceasefire Now – Don’t Look Away) gedreht, die bei entsprechenden Gelegenheiten (abhängig vom Zielpublikum) ausgestrahlt wird. Weitere Künstler, die das Liedprojekt Living Darfur unterstützen, sind George Clooney, Don Cheadle, Fergie, will.i.am, John Legend, Mark Knopfler, Sadie Frost und Tom Stoppard.

## Inhalt und Produktion
Das Lied soll auf den Darfur-Konflikt und die damit verbundene humanitäre Katastrophe (Verbrechen gegen die Menschlichkeit, Kriegsverbrechen, Völkermord) aufmerksam machen, Menschen zum Spenden motivieren und richtet sich gleichfalls als Appell an Politiker und die Vereinten Nationen (UN), so dass diese im Sudan intervenieren.
Die Musik wurde in Südafrika gemeinsam mit dem südafrikanischen Kwaito-Musiker und Produzenten Sello „Chicco“ Twala aufgenommen. Das Video zum Lied wurde in einem Flüchtlingslager im Osten des Tschad, an der Grenze zu Darfur gedreht; es gilt als erstes Musikvideo, das von internationalen Künstlern in einem Kriegsgebiet produziert wurde. Im Video sind überwiegend eindrückliche Szenen aus dem Flüchtlingslager zu sehen.
Das Cover für Living Darfur wurde vom britischen Künstler und Turner-Preis-Gewinner Chris Ofili gestaltet.
Bislang erreichte das Lied die deutschen, Schweizer und österreichischen Charts mit eher niedrigen Positionen in den ersten Wochen. Allerdings war es in mehreren Ländern in den Hitlisten vertreten, in Italien konnte man sogar Platz 2 erreichen.

## Trackliste
Maxi-CD
1. Living Darfur (Single Version)
2. Living Darfur (Desert Eagle Discs Remix)
3. Video: Living Darfur